# Неохори (дем Гревена)
 Тази статия е за селото в дем Гревена.  За други селища на име Неохори вижте Неохори.  
Неохори или Гурунаки, Горунаки, Гурнаки (на гръцки: Νεοχώρι, катаревуса: Νεοχώριον, Неохорион, в превод Ново село, до 1927 година: Γουρουνάκι, Гурунаки), е село в Република Гърция, в дем Гревена, област Западна Македония.

## География
Селото е разположено на 520 m надморска височина, на около 35 km югоизточно от град Гревена и на 5 km югоизточно от Саракина, от лявата (северната) страна на река Бистрица.

## История

### В Османската империя
В края на XIX век Гурунаки е гръцко християнско село в нахия Венци на Кожанската каза на Османската империя. Според статистиката на Васил Кънчов („Македония. Етнография и статистика“) в 1900 година в Гурунаки живеят 94 гърци.
На Етнографската карта на Битолския вилает на Картографския институт в София от 1901 година Гурунаки е чисто гръцко село в Кожанската каза на Серфидженския санджак с 15 къщи.
Според статистика на Серфидженския санджак на гръцкото консулство в Еласона от 1904 година в Гурнаки (Γουρνάκι), Гревенска каза, живеят 130 гърци елинофони християни.
По данни на секретаря на Българската екзархия Димитър Мишев („La Macédoine et sa Population Chrétienne“) в 1905 година в Горунаки (Gorounaki) има 75 гърци.

### В Гърция
През Балканската война в 1912 година в селото влизат гръцки части и след Междусъюзническата в 1913 година Гурунаки влиза в състава на Кралство Гърция.
През 1927 година името на селото е сменено на Неохори.
Населението традиционно се занимава със скотовъдство и отглеждане на жито.
Централната селска църква е „Рождество Богородично“.
| Година    | 1913 | 1920 | 1928 | 1940 | 1951 | 1961 | 1971 | 1981 | 1991 | 2001 | 2011 | 2021 |
| --------- | ---- | ---- | ---- | ---- | ---- | ---- | ---- | ---- | ---- | ---- | ---- | ---- |
| Население | 119  | 112  | 68   | 81   | 98   | 151  | 135  | 151  | 152  | 138  | 116  | 87   |